# Springfield Township (Delaware County, Pennsylvania)
Springfield Township ist ein Township im Delaware County im US-Bundesstaat Pennsylvania. Das U.S. Census Bureau hat bei der Volkszählung 2020 eine Einwohnerzahl von 25.070 auf einer Fläche von 16,4 km² ermittelt. Sie ist Teil der Metropolregion Delaware Valley und ein Vorort von Philadelphia mit vorwiegend gutsituierter Bevölkerung.

## Geschichte
Zunächst von Quäkern besiedelt, die mit William Penn nach Pennsylvania kamen, wurde Springfield 1686 erstmals als eigene Verwaltungseinheit anerkannt. Im vergangenen Jahrhundert wurde das gesamte Ackerland von Springfield nach und nach von Bauunternehmern aufgekauft, die Springfield in die Vorstadt verwandelten, die sie heute ist, d. h. die größtenteils aus Siedlungen mit Standard-Einfamilienhäusern besteht.

## Demografie
Nach einer Schätzung von 2019 leben in Springfield Township 24.261 Menschen. Die Bevölkerung teilt sich im selben Jahr auf in 93,2 % Weiße, 1,2 % Afroamerikaner, 3,6 % Asiaten und 1,8 % mit zwei oder mehr Ethnizitäten. Hispanics oder Latinos aller Ethnien machten 1,5 % der Bevölkerung aus. Das mittlere Haushaltseinkommen lag bei 116.313 US-Dollar und die Armutsquote bei 1,4 %.